# LMG

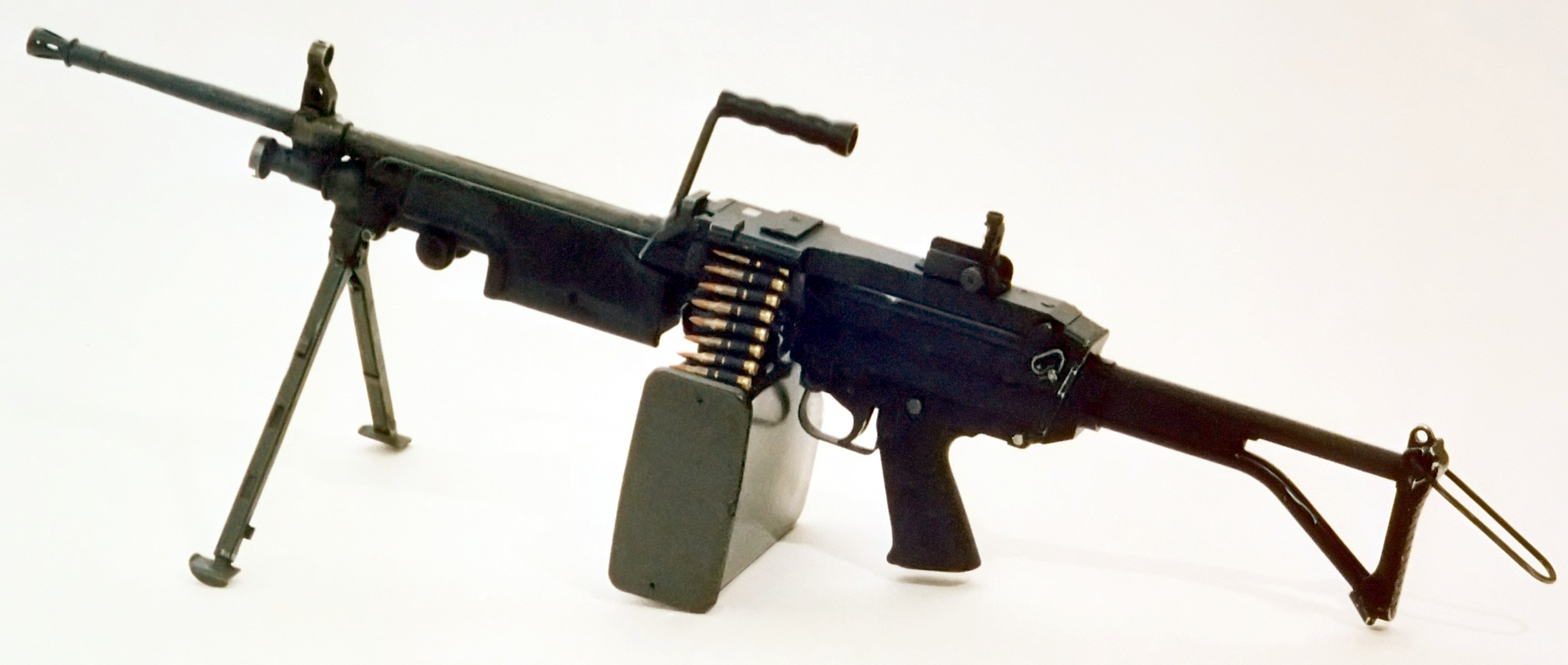
De Minimi, een LMG

LMG is de Engelse afkorting voor light machine gun en lMG is de Duitse afkorting voor leichtes Maschinengewehr. Deze wapensoort - lichte mitrailleur - wordt meestal gebruikt als ondersteuning. De wapens verschenen het eerst op het toneel tijdens de Eerste Wereldoorlog. Voorbeelden hiervan zijn de Britse Lewis, de Franse Chauchat, de Amerikaanse Browning Automatic Rifle en de Duitse Maxim 08/15.
De Nederlands-Indische lichte mitrailleurs van het type Madsen werden, afhankelijk van de looplengte, genoemd geweer-mitrailleur of karabijn-mitrailleur.
Het verschil met aanvalsgeweren is dat deze wapens meestal liggend worden afgevuurd en zwaarder zijn, daarom zijn ze ook uitgerust met een tweepoot. Bekende lichte mitrailleurs zijn onder andere de Amerikaanse M60 en B.A.R, de Britse Brengun, de Russische RPD en de Belgische Minimi.
De oudere LMG's verschieten geweerpatronen, zoals 7,62×51mm NAVO, 7,62mm×54R, .303 British of 7,92 × 57 mm.
De moderne types verschieten meestal lichtere kalibers (hetzelfde type munitie dat in normale infanteriewapens wordt gebruikt), bijvoorbeeld 5,56×45mm NAVO.
Een LMG schiet gemiddeld 1000 meter ver en kan 5 tot 10 kilo wegen.
Meestal hebben ze een patronenbox of trommel voor 100 tot 200 patronen.
Oudere LMG's, die ook dienstdeden als aanvalsgeweer, zoals de B.A.R en de FAL hebben een magazijn voor 20 patronen.

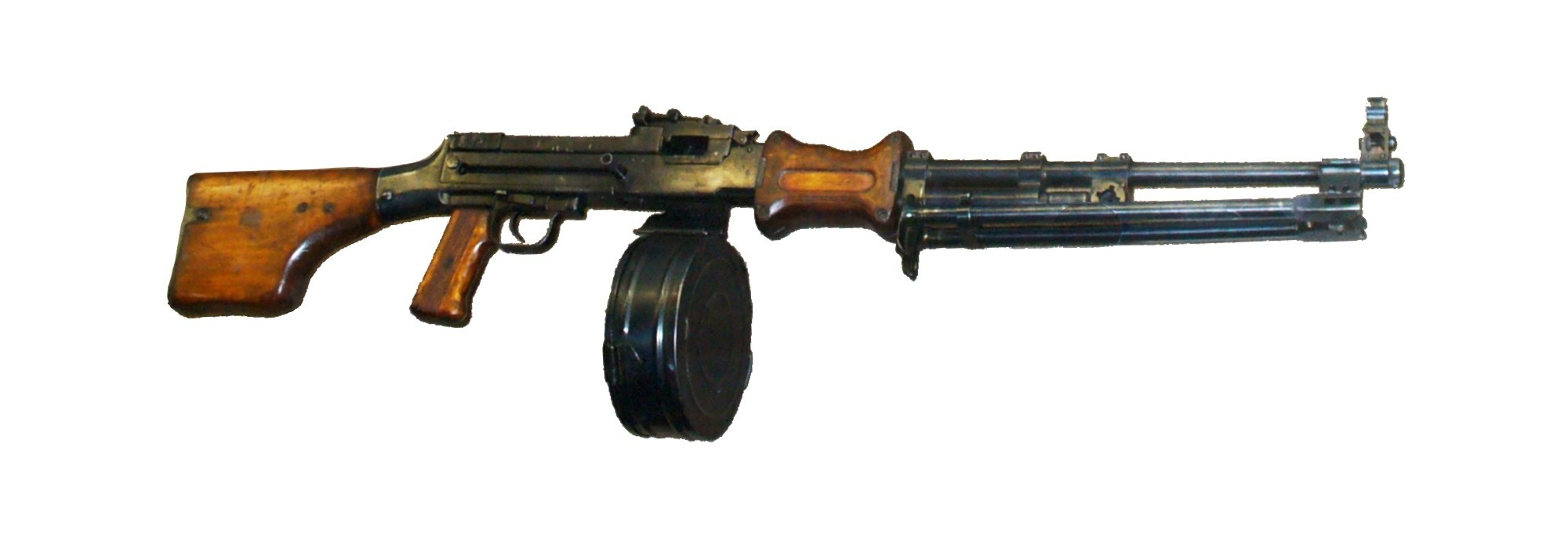
De RPD, een andere LMG

De term "LMG" wordt gebruikt om draagbare machinegeweren te onderscheiden van ondraagbare. LMG's kunnen liggend, zittend of zelfs staand door de schutter gebruikt worden. "HMG's" (Heavy Machine Gun) zijn daarentegen helemaal niet draagbaar. Zware machinegeweren kunnen namelijk flink in gewicht oplopen; de Amerikaanse, meer dan ruim anderhalve meter lange M2HB weegt bijvoorbeeld zo'n 38 kilogram (zonder munitie). Al zou de schutter dit geweer kunnen dragen, dan zou hij de driepoot, die nodig zou zijn om ook maar enigszins nauwkeurig te schieten, ook nog mee moeten nemen (deze weegt zo'n 20 kg). Dit nog afgezien van de honderden patronen, die flink in gewicht op kunnen lopen (zware machinegeweren gebruiken vaak patronen van een groot kaliber).
De onofficiële term "Medium Machine Gun" wordt ook nog weleens gebruikt; dit om machinegeweren aan te duiden die wel draagbaar zijn, maar absoluut niet te vuren zijn terwijl de schutter staat of zit (dit soort machinegeweer kan alleen vanuit liggende positie gebruikt worden). Voorbeelden van dit soort machinegeweer zijn de Amerikaanse Browning M1919 ".30 cal." en Duitse MG42. Hoewel deze wapens ongeveer 13 kg wegen (wat nog enigszins draagbaar is), is de terugslag te groot voor staande of zittende soldaten.